# ヴィト・マンノーネ
ヴィト・マンノーネ（Vito Mannone, 1988年3月2日 - ）は、イタリア・ロンバルディア州ミラノ県デージオ出身のサッカー選手。リーグ・アン・LOSCリール所属。ポジションはGK。

## 経歴
育成の名門アタランタユース出身で2005年7月1日にアーセナルに加入。7月16日のバーネット戦(4-1)でトップデビューを果たすもGKにはイェンス・レーマン、マヌエル・アルムニアと代表クラス2人を抱えており、年内のリーグデビューはならなかった。
2006年8月18日、2部のバーンズリーFCへレンタル移籍。正GKニック・コルガンからの定位置奪取を目指した。9月22日のアウェーのプレストン・ノースエンドFC戦でコルガンが相手選手パトリック・アゲマングへの危険行為でレッドカードを出されたことにより、交代出場でデビューした。翌日のルートン・タウンFC戦ではコルガンが出場停止だったため先発で出場したが、相手のセンタリングをファンブルしてしまい、アーメト・ブルコヴィッチのゴールに繋がってしまうミスを犯した。その後彼は膝の怪我を負ったため10月23日にアーセナルへ返却されるのではないかという噂が広まったが残留した。2007年になるとスコットランドのインヴァネスへの、さらに夏には同じくスコットランドのグレトナFCへのローン移籍が噂された。
2007年のリーグカップではウカシュ・ファビアンスキの控えとしてベンチ入りした。それからのリーグ戦ニューカッスル・ユナイテッドFC、シェフィールド・ユナイテッドFC、ブラックバーン・ローヴァーズFC戦にベンチ入りしている。リザーブチームが主戦場ながらもGK負傷時には時折ベンチに入った。リーグカップでは常時ベンチ入りした。
2008年にはレーマンの退団に伴いトップチームへ昇格。アルムニア、ファビアンスキに次ぐ第3GKとなり、リーグ戦デビューも飾った。しかし、出場機会にはなかなか恵まれず2010年10月18日に前年2部に降格したハル・シティへのレンタル移籍を決断。だが、移籍後は怪我に悩まされ結局10試合の出場に留まりシーズン終了後に復帰。
2012年1月4日、再度ハル・シティへのローン移籍が決まり、今度は正GKのポジションを得ると怪我もなく21試合に出場した。
イタリア代表歴は無い。U-21代表は同年代のエンリコ・アルフォンソ等ライバルが多く、マンノーネはイングランドのクラブに在籍していたため招集はなかった。
UEFAチャンピオンズリーグ 2009-10で不調のマヌエル・アルムニアの代わりに出場し、好パフォーマンスを見せたことによりアーセン・ベンゲル監督の信頼を掴み、リーグ戦に於いてもスターティングメンバーに名を連ねた。その後も、ヴォイチェフ・シュチェスニーが不調時に出場したが、正ポジションを得るまでには至らなかった。
2013年7月4日、サンダーランドへ完全移籍。
2017年7月、レディングFCと3年契約を結んだ。
2020年9月11日、ASモナコと2年契約を結んだ。2022年6月18日、モナコから退団すると発表された。
2022年9月1日、FCロリアンに1年契約で加入した。
2023年8月29日、LOSCリールに移籍した。

## 個人成績
| クラブ              | シーズン | リーグ | リーグ | カップ | カップ | 国際大会 | 国際大会 | 合計 | 合計 |
| クラブ              | シーズン | 出場   | 得点   | 出場   | 得点   | 出場     | 得点     | 出場 | 得点 |
| ------------------- | -------- | ------ | ------ | ------ | ------ | -------- | -------- | ---- | ---- |
| バーンズリー (loan) | 2006-07  | 2      | 0      | 2      | 0      | –        | –        | 4    | 0    |
| アーセナル          | 2007-08  | 0      | 0      | 0      | 0      | 0        | 0        | 0    | 0    |
| アーセナル          | 2008-09  | 1      | 0      | 0      | 0      | 0        | 0        | 1    | 0    |
| アーセナル          | 2009-10  | 5      | 0      | 0      | 0      | 3        | 0        | 8    | 0    |
| アーセナル          | 2010-11  | 0      | 0      | 0      | 0      | 0        | 0        | 0    | 0    |
| ハル・シティ (loan) | 2010-11  | 10     | 0      | 0      | 0      | –        | –        | 10   | 0    |
| ハル・シティ (loan) | 2011-12  | 21     | 0      | 2      | 0      | –        | –        | 23   | 0    |
| アーセナル          | 2011-12  | 0      | 0      | 0      | 0      | 1        | 0        | 1    | 0    |
| アーセナル          | 2012-13  | 9      | 0      | 0      | 0      | 4        | 0        | 13   | 0    |
| サンダーランド      | 2013-14  | 29     | 0      | 7      | 0      | –        | –        | 36   | 0    |
| サンダーランド      | 2014-15  | 10     | 0      | 3      | 0      | –        | –        | 13   | 0    |